# Parti anti-maçonnique

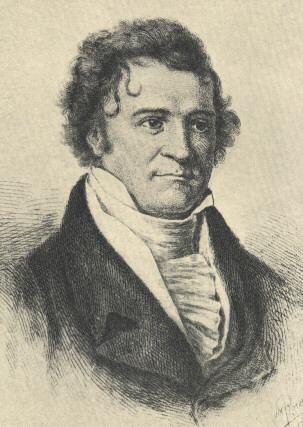
William Wirt (1772-1834), ancien procureur général des États-Unis, fut le candidat du Parti anti-maçonnique lors de l'élection présidentielle de 1832.

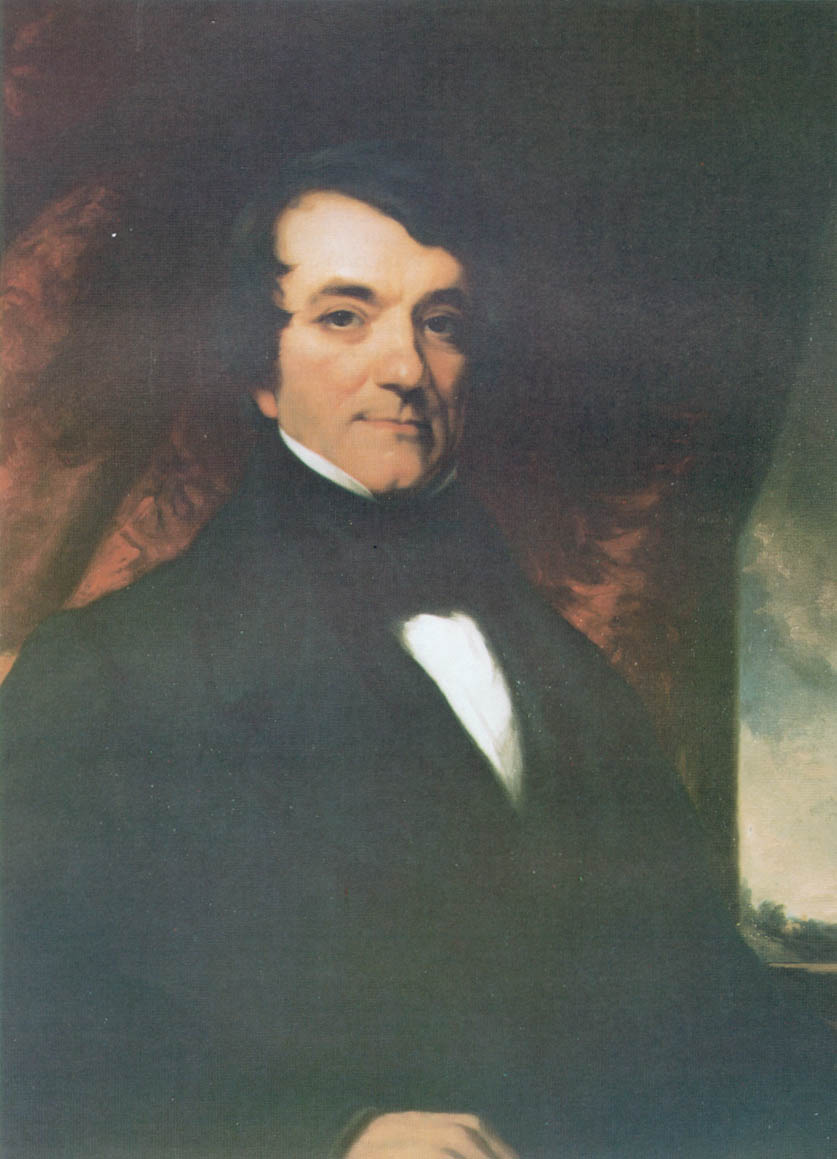
John C. Spencer, qui avait enquêté en tant que procureur sur la disparition de Morgan, fut désigné porte-parole (chairman) du parti en 1831.

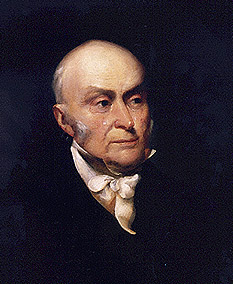
L'ancien président John Quincy Adams adhéra au mouvement anti-maçonnique, dont il fut un des représentants au Congrès (1831-39) ainsi qu'un des délégués (1837).

Le Parti anti-maçonnique (Anti-Masonic Party) est un mouvement politique américain créé en 1828 et opposé aux activités des francs-maçons. Il fut relativement influent pendant près d'une décennie, avant de se fondre dans le Parti whig.

## Fondation du parti et premiers succès électoraux
En septembre 1826, la disparition de William Morgan, un auteur populaire et franc-maçon de Batavia (près de New York) qui était entré en conflit avec sa loge, provoqua un grand émoi au sein des classes populaires new-yorkaises. En effet, cette disparition fut interprétée comme un meurtre et nourrit la théorie d'un complot maçonnique menaçant la démocratie américaine. Ce mouvement d'émoi populaire fut rapidement récupéré par certains politiciens, comme le patron de presse Thurlow Weed ou l'avocat William Henry Seward. L'affaire Morgan, en une quinzaine d'années, réduit de moitié les effectifs maçonniques aux États-Unis et quasiment aucune nouvelle loge ne voit le jour durant cette période.
Dans une ville où le Parti national-républicain était relativement faible, le parti anti-maçonnique, officiellement créé en 1828, devint rapidement le principal mouvement d'opposition au Parti démocrate du président Andrew Jackson (qui était d'ailleurs réputé franc-maçon).
Initialement fondé pour dénoncer l'influence supposée des francs-maçons, le parti se prononça ensuite sur des thèmes plus généraux, en prônant notamment le protectionnisme. Né à New York, il se constitua en parti politique national le 11 septembre 1830, lors d'une convention organisée à Philadelphie.
Le parti eut des élus au Congrès de 1829 à 1839, son apogée se situant en 1833 : la Chambre des représentants comptait alors 25 anti-maçonniques, dont l'ancien président John Quincy Adams et le futur président Millard Fillmore.
Le parti s'était en effet développé et étendu au-delà de New York, principalement dans les États de la Pennsylvanie, du Massachusetts et du Vermont. Des candidats anti-maçonniques furent élus gouverneurs dans le Vermont (William A. Palmer, 1831-1835) et la Pennsylvanie (Joseph Ritner, 1835-1838), mais pas dans le Massachusetts, où John Quincy Adams fut battu en 1834.

## UnTiers partiqui a transformé les pratiques politiques
Le Parti anti-maçonnique s'est montré novateur dans la désignation de ses candidats à la présidence des États-Unis : il a en effet inventé le système des conventions nationales lors desquelles les délégués d'un parti politique, élus dans les États à l'occasion de primaires, se réunissent pour définir une plateforme (programme) avant d'investir les deux candidats formant le « ticket » du parti.
La première convention anti-maçonnique eut lieu à Baltimore en septembre 1831, quelques mois avant la convention du Parti national-républicain prévue dans cette même ville : certains observateurs en déduisirent que les anti-maçonniques nommeraient un candidat national-républicain acceptable par l'ensemble de l'opposition à Jackson (Henry Clay, John McLean ou John Calhoun). Or, les 111 délégués du parti désignèrent à la quasi-unanimité l'ancien procureur général des États-Unis William Wirt comme candidat à l'élection de 1832.
Wirt était cependant un partisan de Clay et devait initialement participer en tant que délégué à la convention des nationaux-républicains. De plus, il considérait que l'affaire Morgan était fondée sur des rumeurs et croyait en l'innocence de la grande majorité de la Franc-maçonnerie américaine, à laquelle il avait lui-même appartenu jusqu'aux années 1800. Il accepta cependant à contrecœur cette investiture, considérant que les antimaçonniques ne voteraient de toutes façons pas pour Clay (lui-même « grand maître ») et que la division de l'opposition était peut-être moins dangereuse qu'une éventuelle récupération du mouvement par les partisans de Jackson.
Wirt remporta près de 8 % du vote populaire ainsi que les sept grands électeurs du Vermont. Il s'agit de la première convention organisée par un parti politique aux États-Unis.
Dans la perspective de l'élection de 1836, le parti anti-maçonnique ne parvint pas à s'accorder sur un ticket, malgré le choix de William Henry Harrison par une grande partie des délégués. À cette époque, le parti était déjà en perte de vitesse et préparait son intégration au nouveau Parti whig, créé en 1833-34 par des nationaux-républicains (Clay) et des antimaçonniques (Adams).
Lors d'une troisième convention nationale, organisée à Philadelphie en novembre 1838, le choix des délégués pour l'élection de 1840 se porta sur un ticket Harrison-Webster. Cependant, le Parti whig imposa John Tyler en tant que candidat à la vice-présidence. Les anti-maçonniques ne s'opposèrent pas à ce « ticket » et rejoignirent alors les whigs.
De nombreux membres du Parti républicain sont d'abord passés par le Parti whig et les tiers partis proches de ce dernier, comme le Parti anti-maçonnique (c'est le cas de Thaddeus Stevens) ou le Parti américain Know Nothing.

## Candidats et membres du parti

### Candidats aux élections présidentielles
- Élection de 1832 : William Wirt - Amos Ellmaker (en)
- Élection de 1836 : Pas d'investiture officielle, malgré des primaires favorables au « ticket » William Henry Harrison - Francis Granger (en)
- Élection de 1840 : William Henry Harrison - Daniel Webster (ce dernier fut remplacé par John Tyler sur le "ticket" whig définitif)

### Membres du Congrès
De 1831 à 1840, le parti anti-maçonnique parvint à faire élire certains de ses membres à la chambre des représentants des États-Unis. Toutefois aucun ne fut élu au Sénat.

### Autres membres du parti
- John Quincy Adams
- Millard Fillmore
- Benjamin F. Hallett (passé ensuite au Parti démocrate, dont il fut le premier porte-parole, de 1848 à 1852)
- William A. Palmer
- Joseph Ritner
- William Henry Seward
- William Slade
- John C. Spencer
- Thaddeus Stevens
- Thurlow Weed